# دن خوان (فیلم ۱۹۹۸)
«دن خوان» (انگلیسی: Don Juan (1998 film)) یک فیلم محصول ۱۹۹۸ نوشته ژاک وبر با بازی پنلوپه کروز و امانوئل بئار بر اساس نمایش‌نامه دن خوان اثر مولیر است.

## بازیگران
- ژاک وبر – Don Juan
- میشل بوژنا – Sganarelle
- امانوئل بئار – Elvire
- پنلوپه کروز – Mathurine
- آریانا خیل – Charlotte
- دونی لوان – Pierrot
- مایکل لونزدل – Don Luis
- ژاک فرانتس – Don Alonse